# سامیت

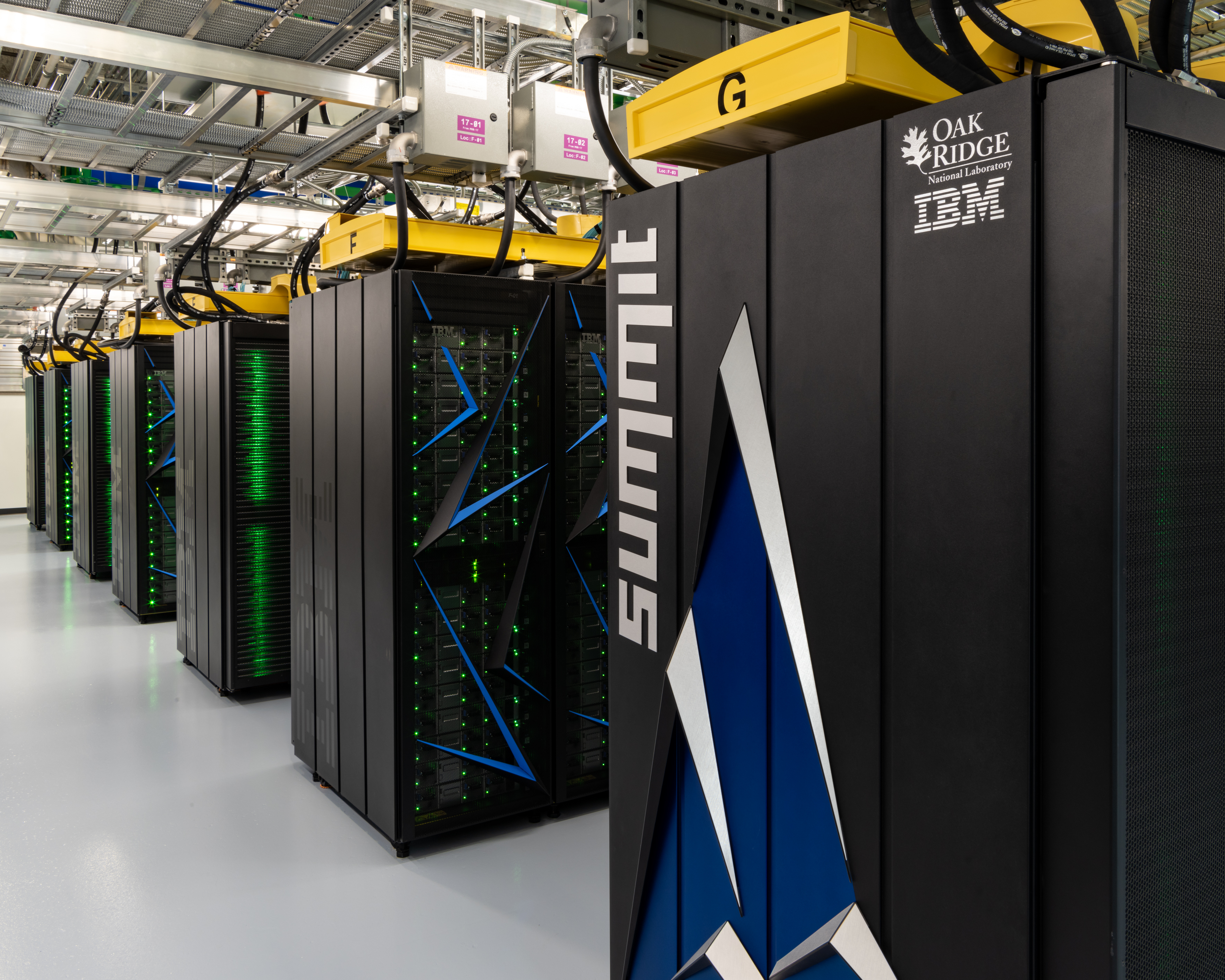
کامپیوتر های سامیت

سامیت (انگلیسی: Summit) همچنین شناخته شده با نام اوال‌سی‌اف-۴ ابررایانه گسترش‌یافته توسط شرکت آی‌بی‌ام است که برای استفادهٔ آزمایشگاه ملی اوک ریج ساخته شده‌است. از نوامبر ۲۰۱۹ سامیت با قدرت پردازش ۲۰۰ پتافلاپس تحت عنوان سریعترین ابررایانه دنیا شناخته می‌شود. سرعت کلاک سامیت تحت آزمون سنجش فنی بنچمارک لین‌پک به کمینهٔ ۱۴۸/۶ پتافلاپس رسید. از نوامبر ۲۰۱۹ ابررایانه سامیت همچنین عنوان پنجمین مصرف‌کنندهٔ بهینه و کارآمد انرژی نسبت به راندمان کاری در جهان را در اختیار دارد که این میزان برابر است با ۱۴/۶۶۸ واحد گیگافلاپس/وات. این در حالی است که سامیت اولین ابررایانه‌ای است که توانسته به سرعت ۱/۸۸ اکزافلاپ (یک کوینتیلیون عملیات در ثانیه) برای یک تجزیه ژنومیک دست یابد که حداکثر بیشینهٔ آن ۳/۳ اکزافلاپ در حالت استفاده از محاسبات دقیق ترکیبی بود.

## تاریخچه

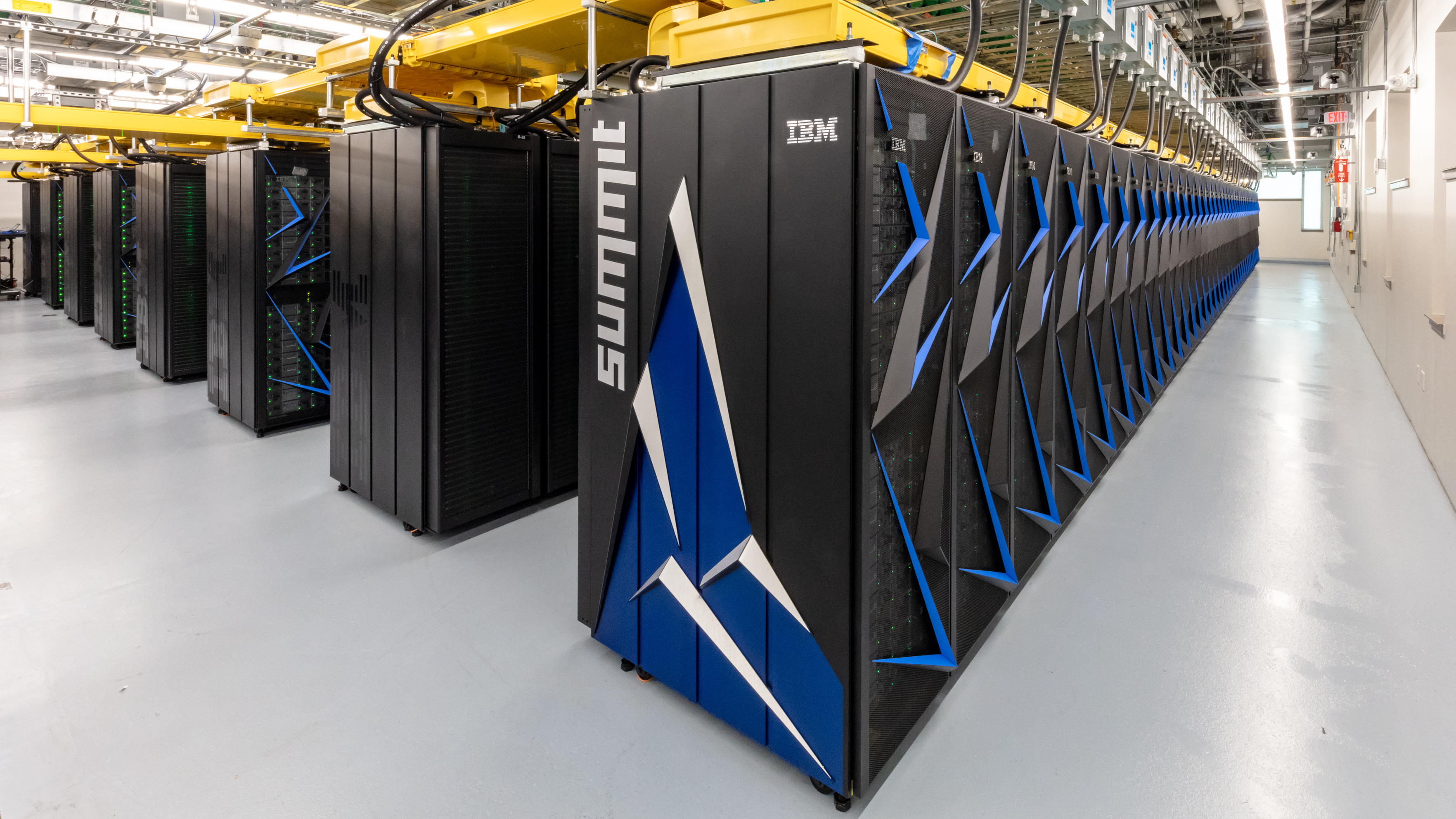

وزارت انرژی ایالات متحده آمریکا در نوامبر سال ۲۰۱۴ میلادی سفارش ساخت سامیت را طی قراردادی به مبلغ ۳۲۵ میلیون دلار با آی‌بی‌ام، انویدیا و ملانوکس تکنولوژیس منعقد نمود. حاصل چنین قرارداد و پروژه‌ای تولد سامیت و سیرا بود. پروژه سامیت بر پایهٔ اهداف تحقیقات علمی غیرنظامی بنیانگذاری شده و خاستگاه آن آزمایشگاه ملی اوک ریج واقع در تنسی بود. این در حالی بود که پروژه سیرا برای شبیه‌سازی سلاح‌های هسته‌ای و در آزمایشگاه ملی لارنس لیورمور انجام شد. ابررایانه سامیت در مجموع فضایی بالغ بر دو زمین بسکتبال را پوشش می‌دهد که ۱۳۶ مایل کابل‌کشی دارد. محققان از سامیت در زمینه‌های متنوعی همچون کیهان‌شناسی، پزشکی و اقلیم‌شناسی استفاده می‌نمایند.